# Campeonato de Portugal de 2016–17
O Campeonato de Portugal de 2016–17 foi a 4ª edição do Campeonato de Portugal (a segunda com esta designação), o 1º Nível não-profissional do futebol português. O seu nome de patrocínio é Campeonato de Portugal Prio.
A 1ª Fase disputou-se de 20 de Agosto de 2016 a 29 de Janeiro de 2017 e a 2ª Fase (promoção e manutenção) de 12 de Fevereiro a 14 de Maio de 2017. O apuramento do campeão decorreu a 4 de Junho de 2017.

## Formato
80 Equipas participaram nesta prova, distribuídas numa 1ª fase por 8 grupos de 10 equipas, disputado a 2 voltas, em que os 2 primeiros classificados de cada série garantiram lugar na 2ª fase para decidir a subida à Segunda Liga. Essa segunda fase teve 2 grupos com 8 equipas. Os vencedores ascenderam à Segunda Liga (disputando uma final para decidir o Campeão), enquanto que os segundos classificados disputaram uma eliminatória a 2 mãos com os 17º e 18º classificados da Ledman Liga Pro para determinar a sua promoção/manutenção. Os restantes 8 de cada série disputaram novo campeonato, também a 2 voltas, preservando um quarto dos pontos da primeira fase.
Os 2 últimos de cada série desceram aos Campeonatos Distritais. Os clubes classificados na 6ª posição de cada série realizaram uma eliminatória, a 2 mãos, para decidir os restantes 4 clubes a serem despromovidos.

## 1ª Fase

### Série A
| #  | Equipa             | J  | V  | E | D  | GP | GC | SG  | Pts | Classificação   |
| -- | ------------------ | -- | -- | - | -- | -- | -- | --- | --- | --------------- |
| 1  | Merelinense (A)    | 18 | 14 | 3 | 1  | 39 | 10 | +29 | 45  | Fase Promoção   |
| 2  | AD Oliveirense (A) | 18 | 12 | 2 | 4  | 38 | 24 | +14 | 38  | Fase Promoção   |
| 3  | Vilaverdense       | 18 | 12 | 2 | 4  | 38 | 15 | +23 | 38  | Fase Manutenção |
| 4  | GD Bragança        | 18 | 11 | 1 | 6  | 38 | 29 | +9  | 34  | Fase Manutenção |
| 5  | União Torcatense   | 18 | 6  | 3 | 9  | 18 | 28 | −10 | 21  | Fase Manutenção |
| 6  | Montalegre         | 18 | 5  | 6 | 7  | 23 | 30 | −7  | 21  | Fase Manutenção |
| 7  | Mirandela          | 18 | 4  | 6 | 8  | 17 | 24 | −7  | 18  | Fase Manutenção |
| 8  | Pedras Salgadas    | 18 | 5  | 2 | 11 | 19 | 32 | −13 | 17  | Fase Manutenção |
| 9  | Limianos           | 18 | 2  | 5 | 11 | 16 | 34 | −18 | 11  | Fase Manutenção |
| 10 | Ponte da Barca     | 18 | 2  | 4 | 12 | 14 | 34 | −20 | 10  | Fase Manutenção |

Última atualização em 7 Setembro 2017
Fonte: [carece de fontes?]
Regras para classificação: 1º pontos; 2º saldo de gols; 3º gols pró.
(C) = Campeão; (R) = Rebaixado; (P) = Promovido; (O) = Vencedor do play-off; (A) = Classificado para a próxima fase. 
Somente aplicável se a temporada não tiver terminado: 
(Q) = Classificado para a fase do torneio indicada; (TQ) = Classificado para o torneio, mas não para a fase indicada; (DQ) = Desclassificado do torneio.

|                 | MER | OLI | VIL | BRA | TOR | MON | MIR | PED | LIM | PON |
| --------------- | --- | --- | --- | --- | --- | --- | --- | --- | --- | --- |
| Merelinense     |     | 3–1 | 0–0 | 3–0 | 2–0 | 1–0 | 2–1 | 4–1 | 2–0 | 5–0 |
| AD Oliveirense  | 1–3 |     | 1–0 | 1–4 | 3–0 | 2–0 | 2–1 | 4–0 | 3–1 | 2–1 |
| Vilaverdense    | 1–1 | 1–2 |     | 4–1 | 2–0 | 5–1 | 3–0 | 0–1 | 5–2 | 2–1 |
| Bragança        | 2–1 | 4–3 | 0–3 |     | 2–1 | 2–0 | 1–1 | 2–0 | 6–1 | 4–0 |
| U. Torcatense   | 0–2 | 0–3 | 1–4 | 3–1 |     | 2–1 | 3–1 | 2–3 | 0–0 | 2–1 |
| Montalegre      | 2–4 | 4–4 | 2–1 | 2–1 | 1–2 |     | 1–1 | 2–1 | 0–0 | 2–0 |
| Mirandela       | 1–3 | 0–0 | 0–1 | 1–2 | 1–0 | 1–1 |     | 3–1 | 1–0 | 1–0 |
| Pedras Salgadas | 0–2 | 1–2 | 0–1 | 2–3 | 1–1 | 0–0 | 2–1 |     | 0–1 | 4–2 |
| Limianos        | 0–0 | 1–3 | 1–3 | 1–2 | 0–1 | 1–2 | 2–2 | 2–0 |     | 0–1 |
| Ponte da Barca  | 0–1 | 0–1 | 1–2 | 2–1 | 0–0 | 2–2 | 0–0 | 0–2 | 3–3 |     |

Última atualização em 7 Setembro 2017.
Fonte: [carece de fontes?]
1O time da casa (mandante) está listado na coluna da esquerda.
Cores:      Azul = time da casa vence;      Amarelo = empate;      Vermelho = time visitante vence.

### Série B
| #  | Equipa            | J  | V  | E | D  | GP | GC | SG  | Pts | Classificação   |
| -- | ----------------- | -- | -- | - | -- | -- | -- | --- | --- | --------------- |
| 1  | Amarante (A)      | 18 | 12 | 5 | 1  | 33 | 9  | +24 | 41  | Fase Promoção   |
| 2  | Marítimo B (A)    | 18 | 10 | 5 | 3  | 29 | 16 | +13 | 35  | Fase Promoção   |
| 3  | Felgueiras 1932   | 18 | 10 | 5 | 3  | 30 | 12 | +18 | 35  | Fase Manutenção |
| 4  | Aliança de Gandra | 18 | 10 | 2 | 6  | 30 | 23 | +7  | 32  | Fase Manutenção |
| 5  | Trofense          | 18 | 8  | 5 | 5  | 35 | 21 | +14 | 29  | Fase Manutenção |
| 6  | São Martinho      | 18 | 7  | 4 | 7  | 25 | 20 | +5  | 25  | Fase Manutenção |
| 7  | Camacha           | 18 | 5  | 4 | 9  | 23 | 23 | 0   | 19  | Fase Manutenção |
| 8  | CF Caniçal        | 18 | 4  | 4 | 10 | 14 | 30 | −16 | 16  | Fase Manutenção |
| 9  | FC Pedras Rubras  | 18 | 3  | 6 | 9  | 22 | 26 | −4  | 15  | Fase Manutenção |
| 10 | Torre de Moncorvo | 18 | 0  | 2 | 16 | 6  | 67 | −61 | 2   | Fase Manutenção |

Última atualização em 7 Setembro 2017
Fonte: [carece de fontes?]
Regras para classificação: 1º pontos; 2º saldo de gols; 3º gols pró.
(C) = Campeão; (R) = Rebaixado; (P) = Promovido; (O) = Vencedor do play-off; (A) = Classificado para a próxima fase. 
Somente aplicável se a temporada não tiver terminado: 
(Q) = Classificado para a fase do torneio indicada; (TQ) = Classificado para o torneio, mas não para a fase indicada; (DQ) = Desclassificado do torneio.

|                    | AMA | MAR | FEL | ALI | TRO | SMA | CAM | CAN | PED | TOR |
| ------------------ | --- | --- | --- | --- | --- | --- | --- | --- | --- | --- |
| Amarante           |     | 2–0 | 0–0 | 1–0 | 3–0 | 1–0 | 1–0 | 4–1 | 2–0 | 5–0 |
| Marítimo B         | 2–0 |     | 3–0 | 1–0 | 1–1 | 1–0 | 1–0 | 2–1 | 1–0 | 8–0 |
| FC Felgueiras 1932 | 0–1 | 1–1 |     | 2–0 | 2–0 | 2–1 | 3–1 | 7–1 | 1–1 | 4–0 |
| Aliança de Gandra  | 2–4 | 2–1 | 0–2 |     | 3–0 | 2–0 | 5–3 | 3–1 | 2–1 | 4–1 |
| Trofense           | 0–0 | 5–0 | 1–1 | 4–1 |     | 3–2 | 0–0 | 2–0 | 1–1 | 4–0 |
| S. Martinho        | 1–1 | 2–3 | 1–0 | 0–0 | 4–2 |     | 2–1 | 2–0 | 2–1 | 5–0 |
| Camacha            | 1–1 | 0–0 | 1–2 | 0–1 | 2–1 | 1–2 |     | 0–1 | 3–2 | 5–0 |
| CF Caniçal         | 0–0 | 1–1 | 0–1 | 0–2 | 1–2 | 1–0 | 0–0 |     | 0–1 | 3–1 |
| Pedras Rubras      | 2–3 | 0–0 | 0–0 | 1–2 | 0–4 | 1–1 | 1–2 | 1–1 |     | 6–1 |
| Torre de Moncorvo  | 0–4 | 1–3 | 0–2 | 1–1 | 0–5 | 0–0 | 0–3 | 1–2 | 0–3 |     |

Última atualização em 7 Setembro 2017.
Fonte: [carece de fontes?]
1O time da casa (mandante) está listado na coluna da esquerda.
Cores:      Azul = time da casa vence;      Amarelo = empate;      Vermelho = time visitante vence.

### Série C
| #  | Equipa             | J  | V  | E | D  | GP | GC | SG  | Pts | Classificação   |
| -- | ------------------ | -- | -- | - | -- | -- | -- | --- | --- | --------------- |
| 1  | UD Oliveirense (A) | 18 | 10 | 4 | 4  | 26 | 20 | +6  | 34  | Fase Promoção   |
| 2  | Salgueiros 08 (A)  | 18 | 10 | 4 | 4  | 25 | 10 | +15 | 34  | Fase Promoção   |
| 3  | AD Sanjoanense     | 18 | 10 | 2 | 6  | 27 | 22 | +5  | 32  | Fase Manutenção |
| 4  | Coimbrões          | 18 | 8  | 6 | 4  | 22 | 20 | +2  | 30  | Fase Manutenção |
| 5  | Cinfães            | 18 | 8  | 2 | 8  | 16 | 18 | −2  | 26  | Fase Manutenção |
| 6  | Sousense           | 18 | 7  | 3 | 8  | 28 | 29 | −1  | 24  | Fase Manutenção |
| 7  | Gondomar           | 18 | 5  | 6 | 7  | 21 | 22 | −1  | 21  | Fase Manutenção |
| 8  | Estarreja          | 18 | 4  | 6 | 8  | 28 | 31 | −3  | 18  | Fase Manutenção |
| 9  | Cesarense          | 18 | 4  | 5 | 9  | 17 | 22 | −5  | 17  | Fase Manutenção |
| 10 | Moimenta da Beira  | 18 | 2  | 6 | 10 | 12 | 28 | −16 | 12  | Fase Manutenção |

Última atualização em 9 Setembro 2017
Fonte: [carece de fontes?]
Regras para classificação: 1º pontos; 2º saldo de gols; 3º gols pró.
(C) = Campeão; (R) = Rebaixado; (P) = Promovido; (O) = Vencedor do play-off; (A) = Classificado para a próxima fase. 
Somente aplicável se a temporada não tiver terminado: 
(Q) = Classificado para a fase do torneio indicada; (TQ) = Classificado para o torneio, mas não para a fase indicada; (DQ) = Desclassificado do torneio.

### Série D
| #  | Equipa                    | J  | V  | E | D  | GP | GC | SG  | Pts | Classificação   |
| -- | ------------------------- | -- | -- | - | -- | -- | -- | --- | --- | --------------- |
| 1  | Gafanha (A)               | 18 | 11 | 5 | 2  | 28 | 15 | +13 | 38  | Fase Promoção   |
| 2  | Lusitano Vildemoinhos (A) | 18 | 10 | 4 | 4  | 36 | 20 | +16 | 34  | Fase Promoção   |
| 3  | Anadia                    | 18 | 9  | 6 | 3  | 33 | 16 | +17 | 33  | Fase Manutenção |
| 4  | Mortágua                  | 18 | 8  | 7 | 3  | 33 | 18 | +15 | 31  | Fase Manutenção |
| 5  | Águeda                    | 18 | 8  | 4 | 6  | 28 | 24 | +4  | 28  | Fase Manutenção |
| 6  | CD Gouveia                | 18 | 6  | 4 | 8  | 23 | 25 | −2  | 22  | Fase Manutenção |
| 7  | Tourizense                | 18 | 6  | 3 | 9  | 28 | 31 | −3  | 21  | Fase Manutenção |
| 8  | AD Nogueirense            | 18 | 4  | 7 | 7  | 16 | 15 | +1  | 19  | Fase Manutenção |
| 9  | FC Pampilhosa             | 18 | 4  | 2 | 12 | 15 | 35 | −20 | 14  | Fase Manutenção |
| 10 | Académica-SF              | 18 | 1  | 4 | 13 | 8  | 39 | −31 | 7   | Fase Manutenção |

Última atualização em 9 Setembro 2017
Fonte: [carece de fontes?]
Regras para classificação: 1º pontos; 2º saldo de gols; 3º gols pró.
(C) = Campeão; (R) = Rebaixado; (P) = Promovido; (O) = Vencedor do play-off; (A) = Classificado para a próxima fase. 
Somente aplicável se a temporada não tiver terminado: 
(Q) = Classificado para a fase do torneio indicada; (TQ) = Classificado para o torneio, mas não para a fase indicada; (DQ) = Desclassificado do torneio.